# 类早熟禾
类早熟禾（学名：Poa eminens）为禾本科早熟禾属下的一个种。